# Josef Hladký
Josef „Jožko“ Hladký (* 18. června 1962 Praha) je bývalý československý a německý sportovní plavec. Účastník olympijských her 1992 v barvách Německa.

## Osobní život
Narodil se v Praze do rodiny prvoligového slovenského boxera Jozefa Hladkého. Po narození žil s rodiči a se staršími sestrami střídavě v Praze a v Piešťanech. V Piešťanech později trávil pravidelně prázdniny u prarodičů.
K závodnímu plavání přivedl svoji starší sestru Helenu, která se v roce 1976 stala první československou plavkyní, která zaplavala 100 m pod 60 vteřin v regulérním olympijském 50 metrovém bazénu.
Vyučil se v oboru elektrikář na SŠT Zelený pruh. Později v Německu si dodělal maturitu.
Měl rád moře, ale měl z něho respekt. V případě vyvěšení černé vlajky by do vody nevlezl. Plavání v řece nebo jezeře se vyhýbal kvůli nekvalitní vodě. Také patřil mezi lidi, co preferují sprchu před vanou. Bazénová voda mu nechutnala, a že jí za svojí sportovní kariéru vypil. Byl schopný podle chutě rozeznat kvalitu bazénové vody. Radši se však napil dobře vychlazené coly.
V 10 letech unikl o vlásek smrti, když do stromu pod kterým se chvíli před tím schovával před bouřkou, udeřil blesk.
Jeho oblíbenou sladkostí bylo slazené kondenzované mléko (Salko). Po návratu ze soustředění nebo ze závodů ho doma vždy čekala maminčina bábovka nebo perník.
Byl fanouškem fotbalového klubu TJ Bohemians Praha.
Neměl typickou povahu závodního plavce, který rád trávil večery v tichosti s knížkou na pokoji nebo doma u televize. Chodil rád mezi lidi se slečnou. Dlouho randil s plavkyní Martinou Borovkovou. Jeho oblíbeným klubem byla pražská Amfora. Uměl si dopřát pěkné věci. Snad každá náctiletá dívka věděla, že ten Fiat 127 s poznávací značkou ACN 10-70, co stojí před plavečákem, patři jemu.
Patřil k sportovcům, kteří o sobě tvrdili, že se nikoho a ničeho nebojí. Zároveň však mezi řádky říkali, že se například bojí cokoliv zakřiknout.
Měl pověst závodníka, co se na řadu závodů přišel jen vykoupat. To nerad slyšel a na svou obranu uváděl, že důvod proč někdy viditelně zvolní tempo a odkoupe zbytek závodu je, že šetří síly třeba na štafetu, která ho čeká ještě ten den.
Od roku 1986 žil v Německu a v porovnání doma v Československu se mu líbilo, že mohl cokoliv zařídit, cokoliv podniknout. Když potřeboval byt v Československu, musel si najít známého na OPBH a podplatit ho. V Německu když chtěl byt, našetřil peníze a koupil si ho, neměl dostatek peněz, hledal byt v levnější lokalitě.
V roce 1994 se mu narodil syn Julius Fedor.

## Sportovní kariéra
Plavat ho naučil strejda na Slovensku v piešťanských lázních Eva. Strejdou nebyl nikdy jiný než známý plavec a olympionik Ladislav Bačík. 
V Praze začal chodit do školy a po absolvování plaveckého kurzu pro základní školy byl v 7 letech vybrán do přípravky klubu Bohemians ČKD. V Bohemians se později pod vedením Jiřího Veselého začal specializovat na dlouhé tratě. Čím delší trať tím delší trénink a to ho nebavilo. Mezi ostatními plavci svými výsledky nevynikal. V 15 letech se dostal na zkoušku do střediska vrcholového sportu (SVS) při Rudá hvězda Praha. Rok trénoval po boku nejlepšího českého vytrvalce Daniela Machka. Chyběla mu však Machkova píle a tréninková kázeň. Osobní rekord 17:05,0 se mu nedařilo zlepšit a hrozilo, že v SVS skončí. Měl krásnou plaveckou postavu se širokými rameny a dlouhými pažemi a úspěšnou sestru plavkyni, sprinterku. Trenér Ladislav Špitálník mu dal ještě šanci ve své tréninkové skupině specializované na kratší tratě, sprinty. Během jednoho roku se výrazně zlepšil ve znaku a motýlku a to byl začátek jeho všestranné specializace k polohovým závodům. Technicky mu šel nejlépe znak, nejvíc ho bavil motýlek, v kraulu měl technické nedostatky a nejvíc se trápil v prsou.
V roce 1978 vybojoval na letním mistrovství republiky Praze–Podolí svoje první medaile v polohových závodech. Jeho výsledky však zůstaly ve stínu sestry Heleny, která na mistrovství vytvořila 5 nových československých rekordů.
Ze stínu své sestry vystoupil poprvé v olympijském roce 1980, když v červnu na velké ceně Slovenska v Bratislavě zaplaval polohový závod na 200 m v čase evropské špičky 2:08,80. Tehdy ho v tisku možná naposledy titulovaly přídomkem "mladší bratr". Navíc v závodě na 200 m volný způsob zaplaval výborný čas 1:56,13, který nedal spát reprezentačnímu šéftrenérovi Janu Vokatému. Vokatý již měl o nominačním složení reprezentace pro olympijské hry v Moskvě jasno. Silně však uvažoval o navržení Hladkého nominační komisi jako náhradníka pro štafetu 4×200 m – kdyby se náhodou Miloslav Roľko cítil po náročném programu unavený. Polohový závod na 200 m se v roce 1980 na olympijských hrách neplaval. U nominační komise ČSTV však jeho návrh donominace Hladkého neprošel.

### Mistrovství Evropy 1981 a první velká medaile
V roce 1981 pokračoval v nastaveném trendu. V březnu na zimním mistrovství republiky v Brně poprvé překonal československý rekord na 200 m polohový závod časem 2:07,88. Na letním červencovém mistrovství republiky v Bratislavě s přehledem ovládl oba polohové závody a dokonce na 100 m znak ve výborném čase 59,55 porazil ve finále trápícího se suveréna posledních let Miloslava Roľka. Potvrdil tak dříve avizovanou nominaci na mistrovství Evropy v jugoslávském Splitu. Závěrečnou přípravu absolvoval ve Strakonicích.
8. září ve své úvodní disciplíně mistrovství Evropy v polohovém závodě na 400 m skončil v B-finále na třetím místě v čase 4:32,21. Po dni volna ho čekala doplňková disciplína 100 znak, kde ze druhé rozplavby nepostoupil časem 59,44 do dalších bojů. Vyzkoušel si vak svojí rychlost pro polohový závod na 200 m, který ho čekal další den. V pátek 11. září nad Splitem hřmělo. Krátce před odpoledním finálovým program se přes plavecký bazén přehnala prudká bouřka a vypadly pojistky. Do A-finále se kvalifikoval dopoledne v novém československém rekordu 2:07,14. Odjel na hotel odpočívat. Na pokoji byl ubytovaný s Miloslavem Roľkem. Věděl, že má na 5. místo, ale cosi uvnitř mu našeptávalo, že má na medaili. Mezitím měl telefonát z Prahy. Matka a přítelkyně Martina mu popřály hodně štěstí. Matka mu navíc slíbila, že pokud získá medaili tak přestane kouřit. Před odpoledním finále odcházel na bazén klidný. Z koncentrace ho nevykolejily ani dva nepovedené starty. Po motýlkářském úseku obracel první a po znaku své vedoucí postavení udržel. Netrefil však dobře obrátku a do svého nejslabšího třetího plaveckého úseku prsou se prakticky neodrazil od stěny. Přišel o vedení a v závěrečném čtvrtém úseku doháněl ztrátu na medaili. V cíli dohmátl stejně s Polákem Leszkem Górskim jako třetí. To, že získal bronzovou medaili o dvě setiny, se dozvěděl až po zobrazení pořadí na výsledkové tabuli. Jeho čas 2:06,15 byl zároveň novým československým rekordem.

### Pátý na mistrovství světa 1982
Přípravu v zimní sezóně si pochvaloval. V tréninku plaval lepší časy než minulý rok. Na zimním mistrovství republiky se chystal startovat v 5 disciplínách. Tato zátěž mu vyhovovala. Potřeboval se rozzávodit, aby mohl splnit s předstihem nominační limit pro start mistrovství světa. Na zimní mistrovství vyhrál obě polohovky s velkým náskokem před druhým v cíli. V dubnu byl účastníkem kontroverzního závodu družstev v německém Sindelfingenu, odkud se 5 reprezentantů Československa nevrátilo domů.
Přípravu na letní sezónu absolvoval poprvé tři týdny v arménském horském středisku Cachkadzor. Po návratu ze Sovětského svazu zaplaval na prvních mezinárodních závodech v Bratislavě 200 m polohový závod v novém československém rekordu 2:05,68. Vzápětí již mohl balit kufry na srpnové mistrovství světa v ekvádorském Guayaquilu.
Na závěrečnou třítýdenní přípravu na mistrovství světa odjel s Marcelem Gérym v polovině června do Söldenu v rakouských Alpách. Denně naplaval až 14 km a celkově za tři týdny 220 km. Trenér Ladislav Špitálník byl s jeho výkony spokojený. Rozloženou hladkou dvoustovku zaplavala za 1:58,6 a to bylo podstatné zrychlení (2–3 sekundy) proti loňskému roku v závěrečné přípravě ve Strakonicích. Trenér Špitálník byl po návratu ze soustředění přesvědčený, že postoupí do A-finále.
Letní mistrovství republiky v Praze–Podolí krátce před odletem se mu nepovedlo podle představ. Něco špatného snědl a byl někdy rád, že vůbec doběhl na startovní blok. Do Ekvádoru odlétal s Marcelem Gérym a trenérem Špitálníkem přes New York 25. července, týden před začátkem mistrovství. Úvodní den plaveckých soutěží se představil v disciplíně 200 m volný způsob a časem 1:56,76 obsadil v rozplavbách konečné 33. místo. V polohovém závodě na 400 m zaplaval v B-finále čas 4:34,71 a obsadil celkově 12. místo. V závodě na 100 znak si spravil náladu z nepovedené dlouhé polohovky. V rozplavbách obsadil 15. místo časem 59,03 a v B-finále další den obsadil celkové 11. místo v čase 58,85. V sobotu 7. srpna byla na programu jeho královská disciplína 200 m polohový závod. V rozplavbách se pátým nejlepším časem 2:05,89 kvalifikoval do A-finále mezi nejlepších osm plavců a ve finále svojí pátou pozici obhájil v čase 2:05,97.

### Úspěšné mistrovství Evropy 1983 a legendární český rekord
V roce 1983 bylo poprvé z jeho rozhovorů znát, že na sobě pociťuje určitý tlak okolí na výsledky. Funkcionářům a trenérům především vadilo, že závody často vypouští. On na svojí obhajobu uváděl, že mu největší radost dělá vítězství o dohmat a ne o parník. Proto se na tuzemských a méně významných závodech se přizpůsobuje tempu svých soupeřů, aby si jako správný závoďák zazávodil. Lidé ze sportovního prostředí však namítali, že tento přístup vede k tomu se šetřit v rozplavbách i na velkých závodech se silnou konkurencí, kde je naopak nutné podat maximální výkon a zbytečně netaktizovat pro postup dalších kol. Ke všemu dřív či později se toto taktizování odrazí v jeho celkové přípravě, což on sám v jednom rozhovorů připustil, že se mu stává: "Kolikrát mi to v tréninku nejde, podvědomě si ulevím, potřeboval bych někoho, s kým bych se mohl honit. Snažím se kluky kolem sebe vyhecovat, abychom si navzájem pomohli. Když se to podaří, mám takovou tichou vnitřní radost."
V únoru zlepšil československý rekord v polohovém závodě na 200 m na čas 2:05,51. V dubnu na trojutkání reprezentačních družstev ve finském Turku zaplaval na 100 m znak nový rekord ČSR 57,76, jen dvě setiny za československým rekordem Miloslava Roľka. Těmito výsledky se zajistil nominaci na letní mistrovství Evropy v Římě. Přípravu na letní sezónu absolvoval v květnu s Marcelem Gérym a sovětskou reprezentací v arménském Cachkadzoru.
Po úspěšném vystoupení na červencovém letním mistrovství republiky startoval začátkem srpna na ve východním bloku prestižním podniku Spartakiádě národů SSSR. Svoji účast na Spartakiádě pojal jako jednu z fází přípravy na mistrovství Evropy. Potřeboval si zazávodit a vyzkoušet rychlost v individuálních disciplínách 100 a 200 m volný způsob a 100 m znak, prsa a motýlek. Po návratu měl odjet na 11 denní soustředění do Söldenu v rakouských Alpách, ale z osobních důvodů nejel. Absolvoval tak jen přípravu doma v Praze–Podolí za plného provozu s veřejností a v 25 metrovém bazénu na Julisce, kde nacvičovali starty, obrátky a jiné technické prvky. Před odletem do Říma šéftrenér reprezentace Jan Vokatý věřil, že zaútočí na své osobní rekordy. V polohovém závodě měl útočit na čas pod 2:04,00.
Druhý den mistrovství Evropy zaplaval v ranních rozplavbách polohového závodu na 400 m čas 4:27,14, kterým zaostal o 15 setin od československého rekordu a ze druhého místa postoupil do odpoledního finále. Večerní finále začal opatrněji než dopoledne, 100 m motýlek za 59,02 a po znaku byl druhý za Maďarem Sándorem Wladárem. Po prsařském úseku obracel shodně s Wladérem a dalšími plavci na třetím místě a to udržel až do cíle. V čase nového československého rekordu 4:23,52 získal bronzovou medaili – čas 4:23,52 vydržel v platnosti jako český rekord dlouhých 31 let. Po závodě řekl: "Na 325 m jsem věděl, že budu bronzový, v cíli jsem byl překvapený z tak rychlého času." Do Říma totiž odjížděl s osobním rekordem 4:29,31. Další den obsadil v rozplavbách na 200 m znak časem 2:08,47 12. místo. Do odpoledního B-finále však nenastoupil. Trenér Ladislav Šitálník to komentoval, že v Římě ten den pršelo, bylo nevlídno a nechtěli riskovat nachlazení. V disciplíně 100 m znak skončil časem 58,82 na prvním nepostupovém 9. místě. Na A-finále mu scházely 4 setiny. Do B-finále se opět rozhodl nenastoupit. Další den kvůli kolizi disciplín vynechal před mistrovství očekávanou polohovou štafetu 4×100 m a soustředil se na svoji královskou disciplínu 200 m polohový závod. Závod odstartoval rychle, po motýlku a znaku byl s náskokem ve vedení. V prsařské části o náskok tradičně přišel a v závěrečném kraulovém úseku udržel zuby nehty alespoň třetí místo, 5 setin před dotírajícím sovětským Ukrajincem Oleksandrem Sydorenkem. Po závodě řekl: "Po polohové čtyřstovce jsem byl dosti unaven a vzpamatovával se dost pomalu, ale před sobotním 100 m znak jsem byl už fit. Myslel jsem výše než na bronz, dokonce po obrátce do posledního bazénu jsem věřil, že udržím první místo. Spokojenější jsem s časem než výsledkem." Nový československý rekord 2:03,55 patřil ve své době k nejlepším časům v Evropě.

### Olympijský rok 1984 – poprvé na závodech v USA, bojkot olympiády a Družba 84, změna trenéra
V lednu na začátku olympijského roku 1984 odletěl s Marcelem Gérym, Janem Bidrmanem a trenérem Ladislavem Hlavatým na závody a tréninkové soustředění do texaského Austinu. Odlétaly 4. ledna přes Kodaň a New York a vracet se měli 18. ledna. Na místních závodech vyhrál oba polohové závody na 200 a 400 m v konkurenci 500 plavců. Negativní stránkou bylo, že nedošlo k dříve avizovanému společnému tréninku s místními plavci. Trenér Hlavatý se k tomu vyjádřil: "Neměli zájem společně s námi trénovat. Chtěl jsem týden zkoušet model jejích přípravy, ale zůstali jsme v bazénu sami." Oproti minulým letům, kdy pobyt hradila některá z amerických univerzit, si v roce 1984 museli vše platit sami, včetně pronájmu bazénu na trénink. Hladkého zaujala celková atmosféra okolo závodu. Rozplavby trvaly přes 5 hodin. Na start se svolávalo rozhlasem, bylo nutné  vědět přesně, kdy přijde člověk na řadu. Rozpačitý úvod olympijského roku, z pohledu československých sportovních funkcionářů, zakončilo neuskutečněné třítýdenní soustředění na Kubě, kam měli odletět s Gérym, Bidrmanem a dalšími mladými plavci 6. února.
V olympijském roce stál především před nad otázkou, jak a v čem zlepšit plavecký styl prsa, aby reálně mohl uvažovat o olympijské medaili. Jeho trenér Ladislav Špitálník se netajil tím, že metodika tréninku prsou není jeho silnou stránkou a proto jí nechával u Hladkého na okraji zájmu. Jistý čas se mu v tréninku prsou věnoval brněnský specialista Pavel Hübl, ale ten na jeho stylu neviděl nic špatného. Podle Hübla potřeboval pro zlepšení výkonu v prsou plavat v tréninku pravidelně úseky. K tomu však potřeboval i vhodného sparingpartnera, ale takového v Rudé hvězdě neměl. 100 m prsa zvládal za 68 vteřin a to byl pro většinu československých specialistů prsařů nedosažitelný čas.
Začátkem dubna odjel na tréninkové soustředění do francouzského Font-Romeu-Odeillo-Via. Za tři týdny naplaval v nadmořské výšce 1800 m n. m. 300 km v čtyř dráhové pětadvacítce. Ze začátku s nadmořskou výškou bojoval, ale po čase si zvykl a mohl plavat s větší intenzitou. Pochvaloval si mimoplavecký program. Například výlety na běžkách. V červenci se do Font-Romeu s reprezentací opět vrátil a vynechal letní mistrovství republiky. Při druhém soustředění se zaměřili více na rychlost než celkový objem naplavaných kilometrů. Denně byl 4 hodiny v bazénu – 2 h ráno a 2 h odpoledne. Po návratu ho čekala závěrečná příprava s reprezentací na vrchol sezóny v Olomouci. Vrcholem sezóny však již nebyla olympiáda, ale závod Družba 84.
14. května vyšlo v tisku oficiální prohlášení o neúčasti Československa na olympijských hrách v Los Angeles. Víkend kdy československý olympijský výbor přijal toto stanovisko po vzoru dalších států východního bloku, byl na závodech v Římě. Potom co se tuto informaci dozvěděl chtěl ukončit sezónu z odůvodněním, že ho ze soustředění bolí stále ramena a chce si od tréninku minimálně půl roku odpočinout. Nechal se však přemluvit pokračovat, protože návrat k vrcholovému tréninku není po delší pauze snadný a končit se sportem nechtěl.
Jako kompenzaci za olympijský závod v plavání byl zorganizován závod Družba 84 v Moskvě v druhé polovině srpna. Na Družbu se připravil svědomitě a stal se držitelem 5 medailí – 1 stříbrná a 4 bronzové z toho 3 se štafetou. Stříbrnou medaili vybojoval v polohovém závodě na 200 m v novém československém rekordu 2:03,33, který vydržel v platnosti jako český rekord dlouhých 16 let. Podle dosažených časů z olympijských her v Los Angeles, měl reálnou šanci bojovat o olympijskou medaili.
Po letní sezóně se věnoval pouze suché přípravě. Unavovalo ho nestále dokazování, že je nejlepším plavcem v Československu. Do bazénu šel poprvé až v listopadu a zároveň oznámil změnu trenéra. Jeho dlouholetého trenéra Ladislav Špitálníka vystřídal bývalý špičkový československý plavec Daniel Machek. Machek s trenérstvím začínal jako čerstvý absolvent pražské FTVS a v Rudé hvězdě si vzal na starost dálkoplazy (vytrvalce) a polohovkáře. Kritiky nejvíc trápila otázka, jak spolu dokážou komunikovat jako trenér-závodník, když jsou jen věkově pár let od sebe a ještě rok zpátky si navzájem pomáhali v tréninku jako sparingpartneři.
Koncem listopadu obdržel pozvánku na závody do arkansaského Fayetteville.

### Mistrovství Evropy 1985 a na poslední chvíli zažehnaná krize
Začátek roku 1985 strávil ve Spojených státech ve městě Fayetteville. Na mezinárodních závodech v 25 m bazénu skončil na 100 m volným způsobem na 4. místě. Ve své nejoblíbenější disciplíně 200 m polohový závod zvítězil v čase 2:01,96 (25 m bazén) a poprvé porazil svého velkého rivala východního Němce Jense-Petera Berndta.
V zimní sezóně se mu poprvé po letech začal svými výsledky rovnat Slovák Marcel Géry, který plaval dlouho v jeho stínu. Okleštěná podzimní příprava se začala projevovat. V březnu si do novin postěžoval, že na svojí osobu cítí silný tlak z okolí "po posledních závodech se mi přestává věřit, ztrácím důvěru, ale chtěl bych znovu dokázat, že patřím mezi nejlepší".
V dubnu odjel na 12 denní soustředění do východoněmeckého Lindow 18 km severně od Berlína. Poprvé tak navštívil místo, kde se připravovali fenomenální východoněmečtí plavci té doby. Druhou polovinu dubna měl v kalendáři třítýdenním soustředění v Tatrách v hotelu FIS, kde byl nově zrekonstruován bazén pro potřeby závodních plavců, ale nakonec svojí účast omluvil.
Letní sezónu začal špatně. Na tradičním podniku velké ceny Slovenska v Bratislavě v červnu, kde si roky zpátky s předstihem zajistil nominaci na hlavní podnik roku, letos jen paběrkoval. Polohový závod na 200 m vyhrál o 10 setin před Ondřejem Butorem v průměrném čase 2:08,45, v dalších závodech odešel poražen včetně dlouhé polohovky na 400 m. Trenér Machek mírnil napětí mezi sportovními funkcionáři slovy, že do mistrovství Evropy bude opět ve formě.
V červenci na letním mistrovství republiky, nic nenasvědčovalo tomu, že by reálně mohl pomýšlet na jednu z medailí z mistrovství Evropy. Do dlouhé polohovky dokonce nenastoupil do závodu se slovy "na čtyřstovku potřebuju mít v Sofii chuť, potřebuju se těšit".
Krátce před odletem na mistrovství Evropy v bulharské Sofii ho začala trápit jeho typická potíž, zánět středního ucha (sluchovodu). Poslední fázi přípravy se soustředil v tréninku na techniku v rychlosti. Soustředil se také na strečink, důslednou regeneraci, správný jídelníček (měl radši sladší jídla) a hodně spánku (až 11 hodin denně). Sám před odletem věřil, že i přes komplikace v sezóně může uspět, že je typem závodníka co se umí připravit na vrchol sezóny. Napětí také mírnil tím, že další plavci si dávají v po olympijské sezóně trochu oraz – maximálně může někdo z nováčků překvapit jako on sám před 4 roky.
Úvodní den mistrovství Evropy 7. srpna startoval v polohovém závodě na 400 m. V napínavém finále bojoval od úvodu o třetí místo s Italy Franceschim a Divanem. Po třetím prsařském úseku obracel jako čtvrtý za třetím Divanem, kterého v posledním kraulovém úseku přeplaval. Zezadu však mohutně finišoval východní Němec Raik Hannemann, který ho o dohmat (0,03 s) v cíli překonal. Čtvrté místo ve výborném čase 4:26,36 bylo bráno po problémové sezóně jako úspěch. Po závodě řekl: "Je to škoda, ty tři setiny byly schovány v obrátce při kraulu a v pomalejším dohmatu." Po dnu volna ho čekala sprinterská štafeta na 4×100m. Do finále postoupila štafeta ze 4. místa časem 3:25,92. Ve finále plaval druhý úsek a na posledním 8. místě dotáhl výraznou ztrátu na ostatní štafety. Marcel Géry na čtvrtém úseku vytáhl štafetu na konečné 5. místo v čase 3:24,91. 11. srpna byla na programu jeho královská trať 200 m polohový závod. V druhé rozplavbě plaval dlouho na čtvrtém místě a po závěrečném kraulu dohmátl druhý v čase 2:06,42, 13 setin před Švédem Petersonem, který obsadil první nepostupové místo do osmičlenného finále. Finále začal svižně, po motýlku obracel druhý. Po znaku byl s mírnou ztrátou na třetím místě a na 150 m po prsařském úseku se dokonce dostal do čela se setinovým náskokem před skupinou pronásledovatelů. V závěrečném kraulu ho přeplaval pouze Maďar Tamás Darnyi a obsadil konečné druhé místo ve výborném čase 2:04,13. Po závodě řekl: "Se stříbrnou medailí jsem samozřejmě spokojen, s časem už tolik ne. Celou trať se mi plavalo velmi dobře, výtečně vyšel i prsařský úsek, myslím, že i kraul byl dobrý. Začátek byl možná trochu pomalejší. Po dlouhé polohovce jsem byl naštvaný, ale přesvědčil jsem se, že ta krátká trať musí vyjít. Hledal jsem příčiny, abych si mohl věřit.
Po návratu prozradil novinářům své tajemství přípravy na velké soutěže: "Před velkými závody se řídím tím, co v sobě cítím. Nedokážu se soustředit na všechno stejně, organismus se přeci jenom trochu otupuje. Zkušenost říká, že na každý dobrý čas je potřeba trénovat, teď už je to všechno těžší než ve Splitu a v Římě. Nelze spoléhat na náhodu. A dát do deseti závodu stejný cit a umění, to prostě nedokážu. Neříkám, že nechci pokaždé vyhrát, to by nebylo normální. Ale nejsem schopen rovnoměrného soustředění na všechno. Rozdíl mezi medailí ve Splitu a teď v Sofii je ten, že ve Splitu jsem medaili vůbec nečekal, teď jsem s medailí počítal. S úspěchem člověk asi vždycky trochu počítá, kdyby se mi to nepovedlo, byl bych strašně moc zklamán..."
Spolupráci s Machkem si pochvaloval "chtěl jsem dokázat, že závodníkovi nevadí přestup od trenéra k trenérovi, pokud mu sportovec věří a myslí si, že to tak bude lepší. To se myslím povedlo. Machek si o mě udělal obrázek, o mém chování před velkým závodem. V tomhle jsme se vůbec neznali. Asi byl ze mě dost nervózní, postup si volím sám. Během soutěže potřebuju mít trenéra u sebe, ale těsně před startem ne, to chci být se svým masérem. Teď o sobě víme mnohem víc. Tím masérem/fyzio(psycho)terapeutem myslel Jiřího Jelínka, který byl k službám československé plavecké reprezentace od roku 1980. S Hladkým si za ty roky vypěstoval osobní vztah, a když v Sofii prohrál o 3 setiny bronzovou medaili, dával si to za chybu, že nezvolil jiný, lepší druh předstartovní masáže. Dalším klíčovým mužem Hladkého byl v roce 1985 znojemský plavec, sparingpartner Dalibor Nesnídal. Šéftrenér reprezentace Jan Passer jejich symbiózu popisoval slovy: "Je to dobré spojení. Ne, že by Nesnídal Hladkému příliš konkuroval, ale neustále se ho drží. A když jde na Hladkého krize, nemůže si dovolit sebemenší oddech. Nesnídala má neustále v patách...".

### Mistrovství světa 1986 v Madridu a emigrace
Rok 1986 pro něho po zdravotní stránce nezačal dobře. Stále se mu vracel zánět středního ucha, navíc v lednu utrpěl při tréninku výron kotníku a musel na 14 dní omezit trénink. Pod vedením Machka se v tréninku více zaměřoval na trénink prsou než pod vedením Špitálníka. To se ukázalo kritickým bodem v letní sezóně. V květnu absolvoval závěrečnou přípravu na letní sezónu v Tatrách v hotelu FIS. V závěru přípravy měl odletět na testovací závody do švédského Mölndalu u Göteborgu, ale na doporučení lékařů ze zdravotních důvodů nejel – zánět šlach na noze.
V červenci se účastnil s Marcelem Gérym první soutěže Her dobré vůle v Moskvě zorganizovaných americkým podnikatelem Tedem Turnerem jako symbol usmíření dvou velkých politických táborů, které si přes olympijské hnutí začali vyřizovat účty a brát své sportovce jako rukojmí. V Moskvě startoval v polohovém závodě na 200 m a skončil na 10. místě v podprůměrném čase 2:10,95. Jako příčinu svého selhání uvedl přetrvávající problémy se zánětem šlach na noze, která ho nejvíc limitují při plavecké technice prsa. Prsařský úsek plaval prakticky pouze rukama a tím se vyčerpal pro závěrečný kraul. Tisk tehdy polemizoval, když o svých zdravotních problémech věděl, zdali nebylo lepší se ze závodu omluvit, než dát všanc svojí pověst.
Po návratu domů odjel s reprezentací na třítýdenní soustředění do francouzského horského střediska Font-Romeu-Odeillo-Via. Jeho oblíbený fyzioterapeut Jiří Jelínek bral s sebou dokonce elektroléčbu a dával mu naději, že na místě dají zdravotní patálie do pořádku. Soustředění se účastnil i jeho dvorní sparingpartner Dalibor Nesnídal, na kterého pěl jen slávu "je to výborný sparingpartner. Byl se mnou na čtyřech soustředěních a všechna vydržel. Potřebuju ho především na prsařské úseky, které jsou pro mne klíčová pro úspěch v závodě. On je takový buldok, zatne zuby a nepovolí, dokáže mě v tréninku ohromně vyhecovat".
V srpnu týden před odletem do Madridu na mistrovství světa ladil formu v Praze–Podolí, tradičně za plného provozu s veřejností. Problémy se šlachami se v průběhu soustředění podařilo zahojit. Trenér Daniel Machek byl z jeho zaplavaných časů v rozpacích. Měřené testy měl sice lepší než loni, ale na mistrovství světa poplave silnější konkurence a v rozplavbě krátké polohovky tak bude muset pro postup zaplavat čas okolo 64 vteřin.
11. srpna odletěl s reprezentací do Madridu. Z jeho výpovědi na letišti bylo cítit, že má respekt z rozplaveb "mně to dopoledne nejde nikdy tak jako večer". Jeho první start na mistrovství světa v polohovém závodě na 400 m dopadl katastrofálně. Byl nalosován do poslední rozplavby a věděl, že na finále potřebuje plavat čas okolo 266 vteřin (4:26,0). Závod odstartoval dobře, motýlek za 59,15, ale následně začal ztrácet a v cíli dohmátl v čase 4:37,75 na celkovém 20. místě. Za tři dny plaval druhý úsek sprinterské štafety na 4×100 m. Štafeta doplavala ve čtvrté rozplavbě na 3. místě v čase 3:24,97 a celkově skončila na 10. místě. V sobotu 23. srpna postoupil časem 2:05,55 z druhé rozplavby do A-finále. Ve finále zaplaval sezónní maximum 2:04,10 a skončil na pěkném sedmém místě. Pondělní noviny v Československu o tomto výkonu přinesli jen strohé informace – v lepším případě uvedli 7. Hladký (ČSSR) 2:04,10. Po sobotním finále se rozhodl opustit hotel a požádat o politický azyl v cizí zemi.
O emigraci uvažoval za svojí sportovní kariéru několikrát. Funkcionáři na něho vyvíjeli tlak na výsledky a delší dobu na sobě pozoroval syndrom vyhoření. Do Madridu původně nejel s úmyslem emigrovat. V Československu měl výborný kádrový profil. Od mala byl správným svazákem a v posudku měl od předsedy politickovýchovné komise plaveckého svazu Jiřího Fabera napsáno "je příkladným sportovcem s kladným vztahem ke své vlasti, jejímu socialistickému zřízení a současné politice vlády a strany, jakož i k celému socialistickému společenství. Je hrdý na úspěchy své země nejen na poli sportovním, na nichž se sám podílí, ale i v ostatních úsecích lidské společnosti". Před odletem si zabalil jako na běžnou několikadenní dovolenou – dvoje kalhoty, dvě trička. Se svým vystoupením na mistrovství světa však nebyl spokojený, uměl si představit kolik výčitek uslyší po návratu domů – v polohovém závodě na 400 m zaplaval hluboko pod své možnosti a sedmé místo ve finále z krátké polohovky 200 m rovněž nebral jako úspěch. Po rozlučkového večírku ze soboty na neděli se se svým spolubydlícím na pokoji Ondřejem Burešem rozhodl výpravu opustit. Neznámo jak se dostali k cestovnímu pasu, který byl v hotelovém trezoru na pokoji šéftrenéra Jana Passera a po útěku jejich první kroky vedly do soukromého bytu. Ondřej Bureš se však ještě tu neděli rozhodl vrátit k československé výpravě. Uvedl kde se Hladký nachází a vedoucí výpravy Vladislav Krumer se za ním s trenérem Danielem Machkem vypravili. Snažili se ho přimět k návratu, ale on své rozhodnutí nezměnil. Později zašel na ambasádu Spolkové republiky Německo, kde požádal o mezinárodní ochranu a politický azyl.

### Politický azyl v Německu a žádost o občanství 1987–1988
Pomocnou ruku mu po emigraci podal bývalý československý reprezentant v plavání Miloslav Roľko a jeho klub SV Nikar v Heidelbergu. S Roľkem, u kterého bydlel, sice měli rozdílné povahy, ale v otázce rodinného zázemí a výchovy měli mnoho společného. Oba vyrůstali v dobře fungující rodině, na oba dávaly odmalička pozor dvě starší sestry a matka. Oba měli mimořádný cit pro vodu a na špičkové úrovni byli schopni plavat všechny plavecké styly. Oběma vyhovoval nesystémový způsob přípravy se zodpovědným přístupem a reprezentaci na hlavním závodu sezóny. Oba emigrovali do ciziny spontánně. Pro oba to byl způsob jak dospět jak se zbavit diktátu politické strany i rodiny, jak se zbavit nálepky hýčkaného, všemi rozmazlovaného člověka. Oba působili v závodech sebevědomě až arogantně. Oba popírali předstartovní trému...
Začátky v Německu byly složité. Ze socialistického luxusu (auto, byt..) ze dne na den spadl do skoro asketického stylu života. Během čekání na politický azyl nemohl pracovat a musel zůstat na jednom místě. Byl prakticky bez příjmu. Z města mohl vycestovat maximálně na závody s klubem Nikar. Po získání politického azylu pracoval chvíli jako barman.
V roce 1988 vybojoval na azylantský pas svůj první titul mistra Německa v polohovém závodě na 200 m. Západní Německo však reprezentovat nesměl do získání občanství. Našel si práci v elektroinstalatérské firmě a koncem roku podal žádost o německé občanství. Německý jazyk se zvládl naučit do jednoho roku. Dopoledne pracoval a odpoledne trénoval.

### Reprezentant Německa 1989–1992
Německé občanství získal před srpnovým domácím mistrovstvím Evropy v Bonnu v roce 1989. Na mistrovství Evropy startoval nejprve v sprinterské štafetě na 4×100 m v rozplavbách a ve finále z tribuny sledoval, jak jeho týmový kolegové získávají pro Západní Německo titul mistrů Evropy. Za dva dny startoval v polohovém závodě na 200 m a ve finále vybojoval svým nejmilejším způsobem o dohmat (0,02 s) svoji čtvrtou bronzovou medaili, první v barvách Západního Německa.
V roce 1990 došlo k znovusjednocení Německa a s příchodem špičkových plavců z Východního Německa se zvýšila konkurence v německé reprezentaci. Nekvalifikoval si tak na mistrovství světa v australském Perthu, které se konalo na přelomu roku 1990 a 1991.
V roce 1992 si na sklonku sportovní kariéry splnil velký sportovní sen. V roce 1984 o něho přišel z politických důvodů a vzápětí ztrácel motivaci dále trénovat. Ztráta nadějí vyvrcholila emigrací v roce 1986. V červnu 1992 na mistrovství Německa v červnu splnil olympijský limit na 200 m polohový závod časem 2:03,07 a vybojoval nominaci na olympijské hry v Barceloně. Závody v Barceloně se mu však nepovedly, s časem 2:07,18 skončil na 32. místě. Vzápětí ukončil sportovní kariéru.
Žije v německém Schwetzingenu u Heidelbergu. Podniká v oboru balneotechniky – výstavba a údržba převážně rodinných, zahradních bazénu. Účastní se veteránských plaveckých závodů.

### Československé rekordy
pozn. 1: pouze seniorské rekordy v 50 m bazénu

pozn. 2: tabulka byla sestavena z novinových článků a nemusí být kompletní
| rok  | disciplína           | čas     | klub                 | datum     | závod                       | místo                 | poznámka  | platnost        | pokořitel         |
| ---- | -------------------- | ------- | -------------------- | --------- | --------------------------- | --------------------- | --------- | --------------- | ----------------- |
| 1981 | 200 m polohový závod | 2:07,88 | TJ Rudá hvězda Praha | 20.3.1981 | zimní mistrovství republiky | Lužánky, Brno         |           |                 |                   |
| 1981 | 200 m polohový závod | 2:07,14 | TJ Rudá hvězda Praha | 11.9.1981 | mistrovství Evropy          | Split, Jugoslávie     | rozplavby |                 |                   |
| 1981 | 200 m polohový závod | 2:06,15 | TJ Rudá hvězda Praha | 11.9.1981 | mistrovství Evropy          | Split, Jugoslávie     | finále    |                 |                   |
| 1982 | 200 m polohový závod | 2:05,68 | TJ Rudá hvězda Praha | 6.6.1982  | mezinárodní závody          | Pasienky, Bratislava  |           |                 |                   |
| 1983 | 200 m polohový závod | 2:05,51 | TJ Rudá hvězda Praha | 22.2.1983 | mezinárodní závody          | Moskva, Sovětský svaz |           |                 |                   |
| 1983 | 200 m polohový závod | 2:03,55 | TJ Rudá hvězda Praha | 27.8.1983 | mistrovství Evropy          | Řím, Itálie           | finále    |                 |                   |
| 1983 | 400 m polohový závod | 4:23,52 | TJ Rudá hvězda Praha | 23.8.1983 | mistrovství Evropy          | Řím, Itálie           | finále    | 9 let a 130 dní | zánik ČSFR (1993) |
| 1984 | 200 m polohový závod | 2:03,33 | TJ Rudá hvězda Praha | 25.8.1984 | Družba 84                   | Moskva, Sovětský svaz | finále    | 8 let a 128 dní | zánik ČSFR (1993) |

### České rekordy
| rok  | disciplína           | čas     | klub                 | datum     | závod              | místo                 | poznámka | platnost         | pokořitel            |
| ---- | -------------------- | ------- | -------------------- | --------- | ------------------ | --------------------- | -------- | ---------------- | -------------------- |
| 1983 | 400 m polohový závod | 4:23,52 | TJ Rudá hvězda Praha | 23.8.1983 | mistrovství Evropy | Řím, Itálie           | finále   | 31 let a 1 den   | Pavel Janeček (2014) |
| 1984 | 200 m polohový závod | 2:03,33 | TJ Rudá hvězda Praha | 25.8.1984 | Družba 84          | Moskva, Sovětský svaz | finále   | 16 let a 358 dní | Jan Víťazka (2001)   |